# Brachyherca saphobasis
Brachyherca saphobasis är en fjärilsart som beskrevs av George Francis Hampson 1926. Brachyherca saphobasis ingår i släktet Brachyherca och familjen nattflyn. Inga underarter finns listade i Catalogue of Life.